# Lanfranco Dettori
Lanfranco Dettori, detto Frankie (Milano, 15 dicembre 1970), è un fantino italiano, figlio del fantino sardo Gianfranco Dettori. È nel ventunesimo secolo uno dei più famosi e quotati fantini al mondo, vincitore di numerosissime corse, soprattutto in Inghilterra dove ha svolto gran parte della propria carriera e dove vive.

## Biografia
Trasferitosi a Newmarket a 14 anni, nel 1985, divenne allievo fantino nella scuderia di Luca Cumani. Dettori detiene il record di sette corse vinte (tutte quelle in programma) in un solo giorno, il 28 settembre 1996, ad Ascot, uno dei templi dell'ippica britannici. Questa impresa gli ha dato fama mondiale anche al di fuori del mondo dell'ippica.
Nel 2000 è sopravvissuto, riportando solamente la frattura della caviglia destra e ferite ad un pollice, ad un incidente avvenuto in fase di decollo dall'ippodromo di Newmarket del Piper Seneca sul quale si trovava come passeggero insieme all'amico fantino Ray Cochrane (in seguito diventato suo agente). Nell'incidente perse la vita il pilota del velivolo.
Nel 2004 è stato Champion Jockey britannico.
Per 18 anni, fino al 2012, è stato prima monta del team Godolphin dello sceicco Mohammed bin Rashid Al Maktoum, con i cui colori ha conquistato innumerevoli successi in tutto il mondo. Il 16 settembre 2012, pochi giorni dopo l'annuncio della fine della partnership, è risultato positivo per uso di cocaina ad un controllo antidoping a cui è stato sottoposto in Francia a Longchamp, subendo come conseguenza una squalifica di 6 mesi.
Il 1 ottobre  2017, vincendo con la femmina di tre anni Enable, è diventato il primo fantino a trionfare per cinque edizioni nel Prix de l'Arc de Triomphe, la principale corsa del calendario europeo, ottenendo poi il sesto successo nel 2018 in sella alla stessa cavalla. Proprio con Enable ha ottenuto complessivamente 11 vittorie in corse di Gruppo 1 tra Inghilterra, Irlanda, Francia e Usa.

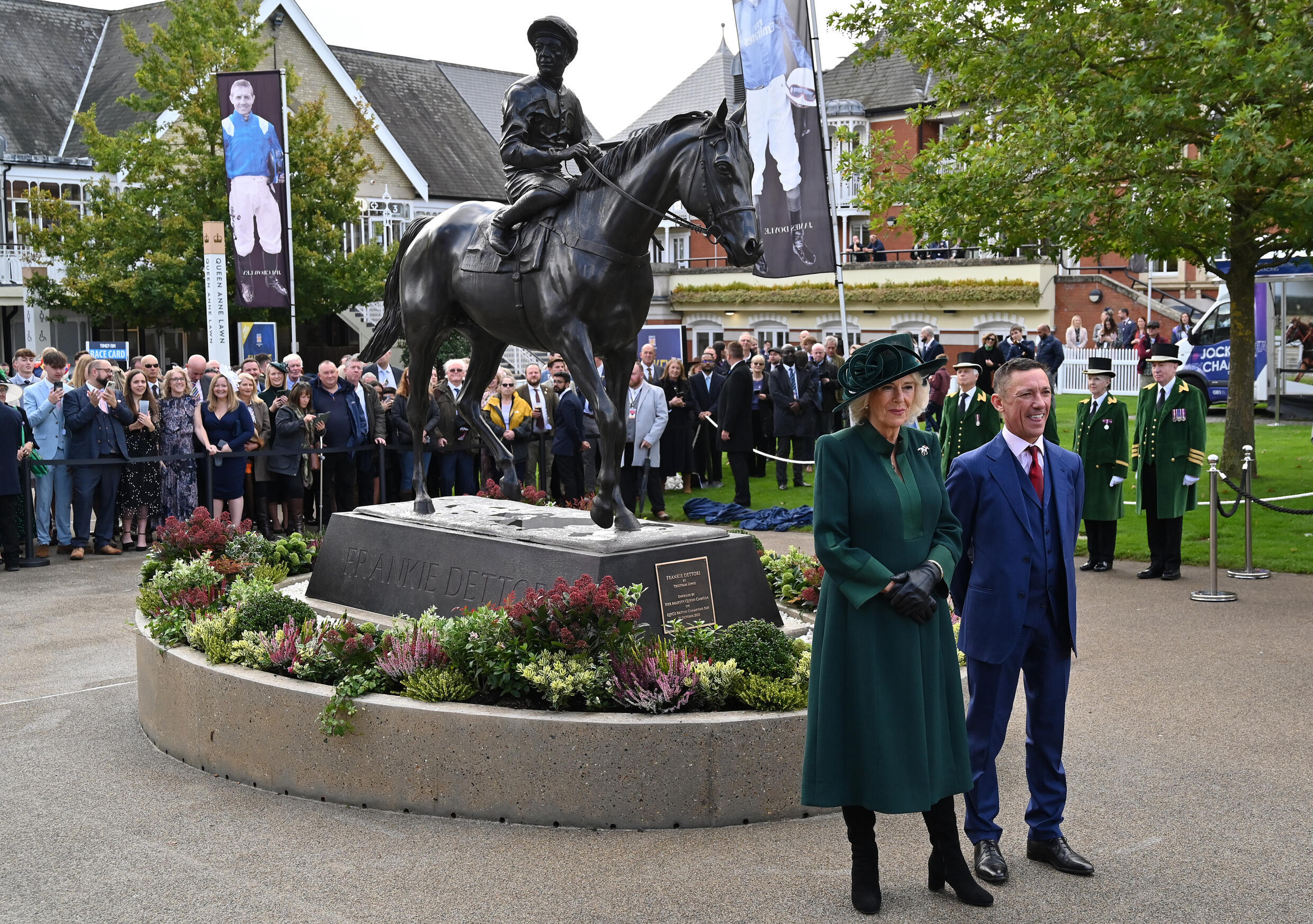
La regina Camilla inaugura la scultura dedicata a Frankie Dettori. Ascot,21 ottobre 2023

Il jockey italiano aveva annunciato che il 2023 sarebbe stato l'ultimo anno della sua carriera professionale, salvo poi ripensarci e decidere, pochi giorni prima del definitivo ritiro, che avrebbe invece lasciato a fine stagione la Gran Bretagna per proseguire negli Stati Uniti. Ad Ascot è stata inaugurata una scultura in bronzo in suo onore, realizzata dall'artista inglese Tristram Lewis presso la fonderia artistica Art'ù di Firenze. 
L'ultima sua monta in Inghilterra ha coinciso con la sua ennesima vittoria di Gruppo 1 (il massimo livello internazionale) nelle Champion Stakes ad Ascot in sella a King Of Steel. 

## Vittorie in corse di GR1
Gran Bretagna
- Queen Elizabeth II Stakes - (6) - Markofdistinction (1990), Mark Of Esteem (1996), Dubai Millennium (1999), Ramonti (2007), Poet's Voice (2010), Persuasive (2017)
- Fillies' Mile - (7) - Shamshir (1990), Glorosia (1997), Teggiano (1999), Crystal Music (2000), White Moonstone (2010), Lyric Of Light (2011), Inspiral (2021)
- Sussex Stakes - (5) - Second Set (1991), Aljabr (1999), Noverre (2001), Ramonti (2007), Too Darn Hot (2019)
- Ascot Gold Cup - (9) - Drum Taps (1992 & 1993), Kayf Tara (1998), Papineau (2004), Colour Vision (2012), Stradivarius (2018, 2019 & 2020), Courage Mon Ami (2023)
- Nunthorpe Stakes - (3) - Lochsong (1993), So Factual (1995), Lochangel (1998)
- Oaks - (7) - Balanchine (1994), Moonshell (1995), Kazzia (2002), Enable (2017), Anapurna (2019), Snowfall (2021), Soul Sister (2023)
- Yorkshire Oaks - (4) - Only Royale (1994), Blue Bunting (2011), Enable (2017 & 2019)
- King George VI & Queen Elizabeth Stakes - (7) - Lammtarra (1995), Swain (1998), Daylami (1999), Doyen (2004), Enable (2017, 2019 & 2020)
- St. Leger - (6) - Classic Cliché (1995), Shantou (1996), Scorpion (2005), Sixties Icon (2006), Conduit (2008), Logician (2019)
- 2000 Guineas - (4) - Mark Of Esteem (1996), Island Sands (1999), Galileo Gold (2016), Chaldean (2023)
- Coronation Cup - (6) - Swain (1996), Singspiel (1997), Daylami (1999), Mutafaweq (2001), Cracksman (2018), Emily Upjohn (2023)
- International Stakes - (6) - Halling (1996), Singspiel (1997), Sakhee (2001), Sulamani (2004), Authorized (2007), Mostahdaf (2023)
- Middle Park Stakes - (4) - Bahamian Bounty (1996), Lujain (1998), Dutch Art (2006), Shalaa (2015)
- St. James's Palace Stakes - (4) - Starborough (1997), Galileo Gold (2016), Without Parole (2018), Palace Pier (2020)
- 1000 Guineas - (4) - Cape Verdi (1998), Kazzia (2002), Blue Bunting (2011), Mother Earth (2021)
- Eclipse Stakes - (4) - Daylami (1998), Refuse To Bend (2004), Golden Horn (2015), Enable (2019)
- Sprint Cup - (1) - Diktat (1999)
- Lockinge Stakes - (4) - Aljabr (2000), Creachadoir (2008), Olympic Glory (2014), Palace Pier (2021)
- Cheveley Park Stakes - (2) - Regal Rose (2000), Carry On Katie (2003)
- Prince of Wales's Stakes - (4) - Fantastic Light (2001), Grandera (2002), Rewilding (2011), Crystal Ocean (2019)
- Nassau Stakes - (2) - Lailani (2001), Ouija Board (2006)
- Queen Anne Stakes - (4) - Dubai Destination (2003), Refuse To Bend (2004), Ramonti (2007), Palace Pier (2021)
- Futurity Trophy - (2) - Authorized (2006), Casamento (2010)
- Derby - (2) - Authorized (2007), Golden Horn (2015)
- Falmouth Stakes - (1) - Nahoodh (2008)
- Diamond Jubilee Stakes - (1) - Undrafted (2015)
- Champions Fillies' & Mares' Stakes - (3) - Journey (2016), Star Catcher (2019), Emily Upjohn (2022)
- Champions Stakes - (3) - Cracksman (2017 & 2018), King Of Steel (2023)
- Dewhurst Stakes - (3) - Too Darn Hot (2018), St Mark's Basilica (2020), Chaldean (2022)
- Commonwealth Cup - (2) - Advertise (2019), Campanelle (2021)
- Goodwood Cup - (2) - Stradivarius (2019 & 2020)
- Coronation Stakes - (2) - Alpine Star (2020), Inspiral (2022)
- Champions Sprint Stakes - (1) - Kinross (2022)
- Sun Chariot Stakes - (1) - Inspiral (2023)

Italia
- Premio Roma - (5) - Legal Case (1990), Misil (1992), Flemensfirth (1996), Sunstrach (2002), Rio De La Plata (2010)
- Gran Premio d'Italia - (1) - Masad (1992)
- Gran Premio del Jockey Club - (6) - Misil (1993), Shantou (1996), Kutub (2001), Cherry Mix (2005), Schiaparelli (2009), Campanologist (2011)
- Oaks d'Italia - (1) - Nicole Pharly (1997)
- Gran Premio di Milano - (2) - Shantou (1997), Sudan (2007)
- Derby Italiano - (1) - Mukhalif (1999)
- Premio Vittorio di Capua - (5) - Muhtathir (1999), Slickly (2001 & 2002), Ancient World (2004), Rio De La Plata (2010)
- Gran Criterium - (1) - Kirklees (2006)

Germania
- Deutsches Derby - (1) - Temporal (1991)
- Bayerisches Zuchtrennen/Großer Dallmayr Preis - (3) - Germany (1995), Kutub (2001), Elliptique (2016)
- Grosser Preis von Baden - (3) - Germany (1995), Marienbard (2002), Mamool (2003)
- Deutschland Preis - (3) - Luso (1997), Marienbard (2002), Campanologist (2010)
- Preis von Europa - (3) - Kutub (2001), Mamool (2003), Campanologist (2011)
- Preis der Diana - (1) - Miss Yoda (2020)

Francia
- Prix du Jockey Club - (3) - Polytain (1992), Shamardal (2005), Lawman (2007)
- Prix de l'Abbayé de Longchamp - (3) - Lochsong (1993 & 1994), Var (2004)
- Prix Ganay - (2) - Pelder (1995), Cracksman (2018)
- Prix Lupin - (1) - Flemensfirth (1995)
- Poule d'Essai des Poulains - (3) - Vettori (1995), Bachir (2000), Shamardal (2005)
- Prix Jean Prat - (4) - Torrential (1995), Starborough (1997), Almutawakel (1998), Too Darn Hot (2019)
- Prix de la Salamandre - (2) - Lord Of Men (1995), Aljabr (1998)
- Prix de l'Arc de Triomphe - (6) - Lammtarra (1995), Sakhee (2001), Marienbard (2002), Golden Horn (2015), Enable (2017 & 2018)
- Prix d'Ispahan - (2) - Halling (1996), Best Of The Bests (2002)
- Prix Morny - (6) - Bahamian Bounty (1996), Dabirsim (2011), The Wow Signal (2014), Shalaa (2015), Lady Aurelia (2016), Campanelle (2020)
- Prix Marcel Boussac - (2) - Ryafan (1996), Sulk (2001)
- Prix Maurice de Gheest - (2) - Diktat (1999), Advertise (2019)
- Prix Jacques le Marois - (8) - Dubai Millennium (1999), Muhtathir (2000), Librettist (2006), Al Wukair (2017), Palace Pier (2020 & 2021), Inspiral (2022 & 2023)
- Prix du Moulin de Longchamp - (2) - Slickly (2001), Librettist (2006)
- Prix Vermeille - (3) - Mezzo Soprano (2003), Trêve (2013), Star Catcher (2019)
- Grand Prix de Saint-Cloud - (2) - Alkaased (2005), Coronet (2019)
- Prix de la Forêt - (3) - Caradak (2006), Olympic Glory (2014), Kinross (2022)
- Prix du Cadran - (1) - Sergeant Cecil (2006)
- Prix de Diane - (2) - West Wind (2007), Star Of Seville (2015)
- Prix Jean-Luc Lagardère - (3) - Rio De La Plata (2007), Dabirsim (2011), Angel Bleu (2021)
- Criterium de Saint-Cloud - (1) - Passion For Gold (2009)
- Prix de l'Opéra - (1) - Nahrain (2011)
- Prix Jean Romanet - (2) - Ribbons  (2014), Coronet (2019)
- Prix de Royallieu - (2) - Anapurna (2019), Loving Dream (2021)
- Criterium International - (2) - Alson (2019), Angel Bleu (2021)

Irlanda
- Phoenix Stakes - (2) - Pips Pride (1992), Advertise (2018)
- Irish Derby - (1) - Balanchine (1994)
- Irish Champion Stakes - (6) - Swain (1998), Daylami (1999), Fantastic Light (2001), Grandera (2002), Snow Fairy (2012), Golden Horn (2015)
- Irish St. Leger - (2) - Kayf Tara (1999), Wicklow Brave (2016)
- Irish 2000 Guineas - (2) - Bachir (2000), Dubawi (2005)
- Gold Cup - (1) - Fantastic Light (2001)
- Irish Oaks - (5) - Lailani (2001), Vintage Tipple (2003), Blue Bunting (2011), Enable (2017), Star Catcher (2019)
- National Stakes - (1) - Dubawi (2004)

Stati Uniti
- Breeders' Cup Mile - (2) - Barathea (1994), Expert Eye (2018)
- Breeders' Cup Turf - (5) - Daylami (1999), Fantastic Light (2001), Red Rocks (2006), Dangerous Midge (2010), Enable (2018)
- Beverly D. Stakes - (1) - Crimson Palace (2004)
- Breeders' Cup Juvenile - (1) - Wilko (2004)
- Breeders' Cup Filly & Mare Turf - (3) - Ouija Board (2006), Queen's Trust (2016), Inspiral (2023)
- Breeders' Cup Classic - (1) - Raven's Pass (2008)
- Breeders' Cup Juvenile Turf - (1) - Hootenanny (2014)
- Santa Anita Handicap - (1) - Newgate (2024)
- Jenny Wiley Stakes - (1) - Beauté Cachée (2024)
- Metropolitan Handicap - (1) - Raging Torrent (2025)

Hong Kong
- Queen Elizabeth II Cup - (1) - Overbury (1996)
- Hong Kong Cup - (3) - Fantastic Light (2000), Falbrav (2003), Ramonti (2007)
- Centenary Sprint Cup - (1) - Firebolt (2002)
- Hong Kong Mile - (1) - Firebreak (2004)
- Hong Kong Vase - (1) - Mastery (2010)

Giappone
- Japan Cup - (3) - Singspiel (1996), Falbrav (2002), Alkaased (2005)
- Japan Cup Dirt - (1) - Eagle Café (2002)

Emirati Arabi Uniti
- Dubai World Cup - (4) - Dubai Millennium (2000), Moon Ballad (2003), Electrocutionist (2006), Country Grammer (2022)
- Dubai Sheema Classic - (2) - Sulamani (2003), Rewilding (2011)
- Dubai Golden Shaheen - (1) - Kelly's Landing (2007)
- Dubai Turf - (3) - Lord North (2021, 2022 & 2023)

Canada
- Canadian International - (4) - Mutafaweq (2000), Sulamani (2004), Joshua Tree (2012), Walton Street (2021)
- E.P. Taylor Stakes - (1) - Folk Opera (2008)
- Natalma Stakes - (1) - Wild Beauty (2021)
- Summer Stakes - (1) - Albahr (2021)

Singapore
- International Cup - (1) - Grandera (2002)

Qatar
- The Emir's Trophy - (2) - Dubday (2014 & 2015)
- Qatar Gold Trophy - (1) - Dubday (2015)

Sudafrica
- Cape Derby - (1) - Edict Of Nantes (2017)